# Hyalaethea metaphaea
Hyalaethea metaphaea är en fjärilsart som beskrevs av Druce 1898. Hyalaethea metaphaea ingår i släktet Hyalaethea och familjen björnspinnare. Inga underarter finns listade i Catalogue of Life.